# Łępice
Łępice – wieś w Polsce położona w województwie mazowieckim, w powiecie pułtuskim, w gminie Pokrzywnica. Ma status sołectwa.
Wcześniej nazywane Łempicami i podzielone na Łempice Wielkie i Małe. Miejsce urodzenia Rafała Krajewskiego, członka Rządu Narodowego w Powstaniu Styczniowym oraz Stanisława Kozickiego, sekretarza generalnego delegacji polskiej na konferencję paryską.
W latach 1975–1998 miejscowość administracyjnie należała do województwa ciechanowskiego.
Wierni Kościoła rzymskokatolickiego należą do parafii Matki Bożej Pocieszycielki Strapionych w Winnicy.

## Demografia
Dane za rok 2009:
| Opis      | Ogółem | Ogółem | Kobiety | Kobiety | Mężczyźni | Mężczyźni |
| --------- | ------ | ------ | ------- | ------- | --------- | --------- |
| jednostka | osób   | %      | osób    | %       | osób      | %         |
| populacja | 141    | 100    | 75      | 53,2    | 66        | 46,8      |